# Smith's Dock Company
«Смітс Док Кампані» (англ. Smith's Dock Company) — колишня британська суднобудівна компанія. Компанія була заснована Томасом Смітом, який купив верф Вільяма Роу в Св. Петрі в Ньюкаслі-апон-Тайні у 1810 році та торгував як William Smith & Co. Компанія відкрила свій док у Норт-Шилдс у 1851 році. Одним із перших кораблів, спущених на воду на верфі, був «Термагент» у 1852 році. У 1891 році компанія змінила назву на Smith's Dock Co.
Компанія стала пов'язана з Саут-Бенком, Норд-райдинг Йоркшира, після відкриття там промислових спроможностей у 1907 році. «Смітс Док Кампані» дедалі більше зосереджував свій суднобудівний бізнес на річці Тис на південному березі, а його верф North Shields Yard використовувалася в основному для ремонтних робіт (зокрема нафтових танкерів) з 1909 року. Незважаючи на зміну фокусу, штаб-квартира компанії залишилася в Норт-Шилдс.
«Смітс Док Кампані» побудувала багато кораблів, які служили під час Другої світової війни, включаючи траулери, які Адміралтейство реквізувало та перетворило на озброєні траулери Королівської військово-морської патрульної служби, такі як «Аметист» та «Араб», під час служби на яких лейтенант Річард Стеннард отримав хрест Вікторії.
Корабелья компанії також побудувала траулери класу «Трі» для Королівського флоту, включаючи HMT Walnut, який пізніше став відомим судном біженців у Канаді. З 20 кораблів цього класу, побудованих для Королівського флоту, чотири були побудовані компанією Smith's Dock.